# Ernst Kamnitzer
Ernst Kamnitzer (geboren am 20. Dezember 1885 in Allenstein; gestorben am 10. Oktober 1946 in Freiburg im Üechtland) war ein deutscher Dramatiker, Herausgeber und Jurist.

## Werke (Auswahl)
- Der einsame Weg. Lustspiel. Haupt & Hammon, Leipzig 1909.
- Der gestohlene Tod. Haupt & Hammon, Leipzig 1909.
- Die Nadel. Lustspiel in 3 Akten nach Plänen von Carl Sternheim. S. Fischer, Berlin 1915.
- Aiaia: Spiel in 3 Akten. Nierendorf, Berlin 1928.

Herausgeber:
- Silvio Pellico: Mein Leben in Gefängnissen. Theatiner-Verlag, München 1924.
- mit Hermann Bahr: Die Werke von Alessandro Manzoni. 12 Bde. Theatiner-Verlag, München 1923 ff.
- Novalis: Sämtliche Werke. 4 Bde. Rösl & Cie., München 1923 f.
- Novalis: Fragmente. W. Jess, Dresden 1928.
- William Shakespeare: Der Londoner verlorene Sohn. Ein historisches Schauspiel in 5 Akten. Übersetzung von Ludwig Tieck. Bearbeitet und szenisch ergänzt von Ernst Kamnitzer. Bühnenvolksbundverlag, Berlin 1928.